# Ibitiúra de Minas
Ibitiúra de Minas est une municipalité brésilienne de l'État du Minas Gerais et la microrégion de Poços de Caldas.